# Płośnia (powiat buski)
Płośnia – wieś w Polsce położona w województwie świętokrzyskim, w powiecie buskim, w gminie Gnojno.
W latach 1975–1998 miejscowość położona była w województwie kieleckim.